# هيلين تيري
هيلين تيري (بالإنجليزية: Helen Terry)‏ هي منتجة أفلام ومغنية وكاتبة أغاني بريطانية، ولدت في 25 مايو 1956 في إنجلترا في المملكة المتحدة.

## وصلات خارجية
- هيلين تيري على موقع IMDb (الإنجليزية)
- هيلين تيري على موقع ميوزك برينز (الإنجليزية)
- هيلين تيري على موقع أول ميوزيك (الإنجليزية)
- هيلين تيري على موقع ديسكوغز (الإنجليزية)
- هيلين تيري على موقع قاعدة بيانات الفيلم (الإنجليزية)